# メルー山
メルー山(メルーさん、Mount Meru)は、タンザニアのキリマンジャロの70キロメートル（43マイル）西に位置する、休止中の成層火山である。標高は4,562.13メートル（14,968フィート）で、アフリカで第5番目に高い山である。（定義によって異なる）晴れた日にはキリマンジャロから見える。
メルー山はタンザニア、アルーシャ州のアルーシャという都市の北に位置している。タンザニアではキリマンジャロに次いで、2番目に高い山である。モメラ門から始まるモメラ道はこの山の東にあり、メルー山の登山道となっている。
この山の大部分が8,000年前の噴火によって失われた。この時の噴火は1980年にアメリカワシントン州のセント・ヘレンズ山で起きた噴火と似ている。メルー山は最近では1910年に小規模な噴火が起きた。小さな円錐とクレーターが周辺にいくつか見られるがこれらは過去の火山活動によるだと考えられている。
メルー山はアルーシャ国立公園の中央に位置している。その肥沃な斜面は周囲のサバンナにそびえて、鳥、猿とヒョウなど400種近くの多様な野生生物の住処である森を支えている。

## ギャラリー

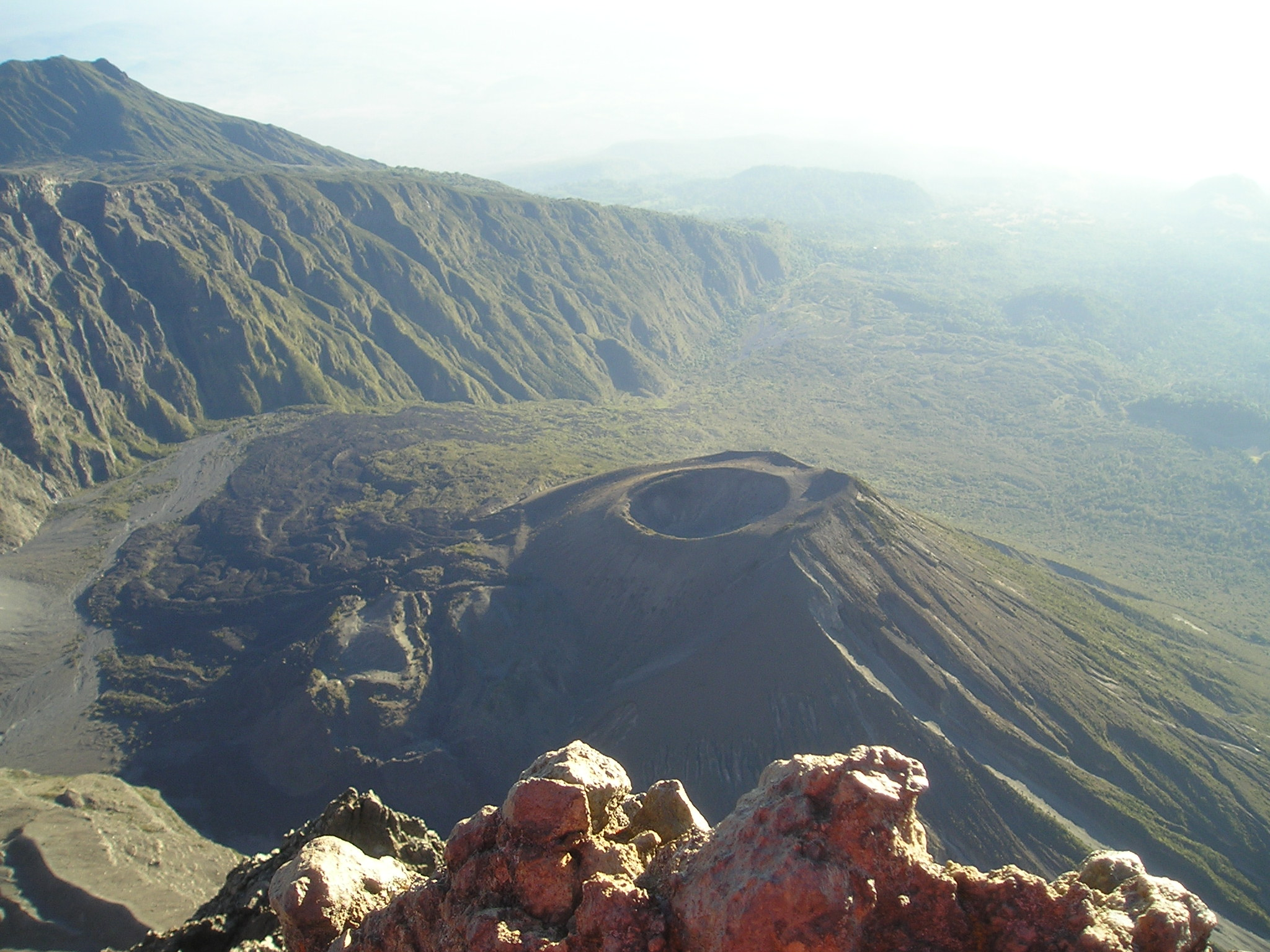
火山灰丘
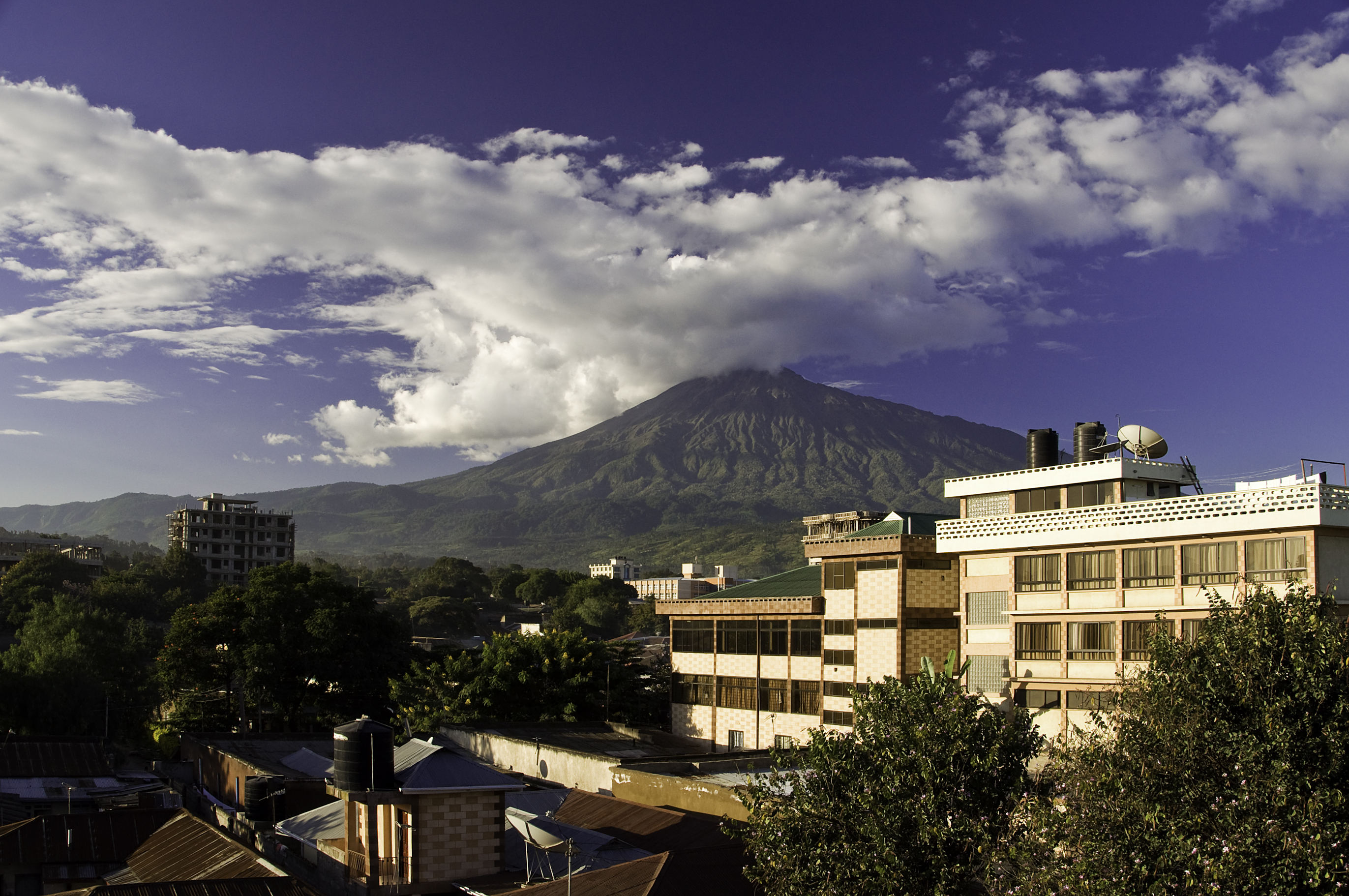
アルーシャから見たメルー山
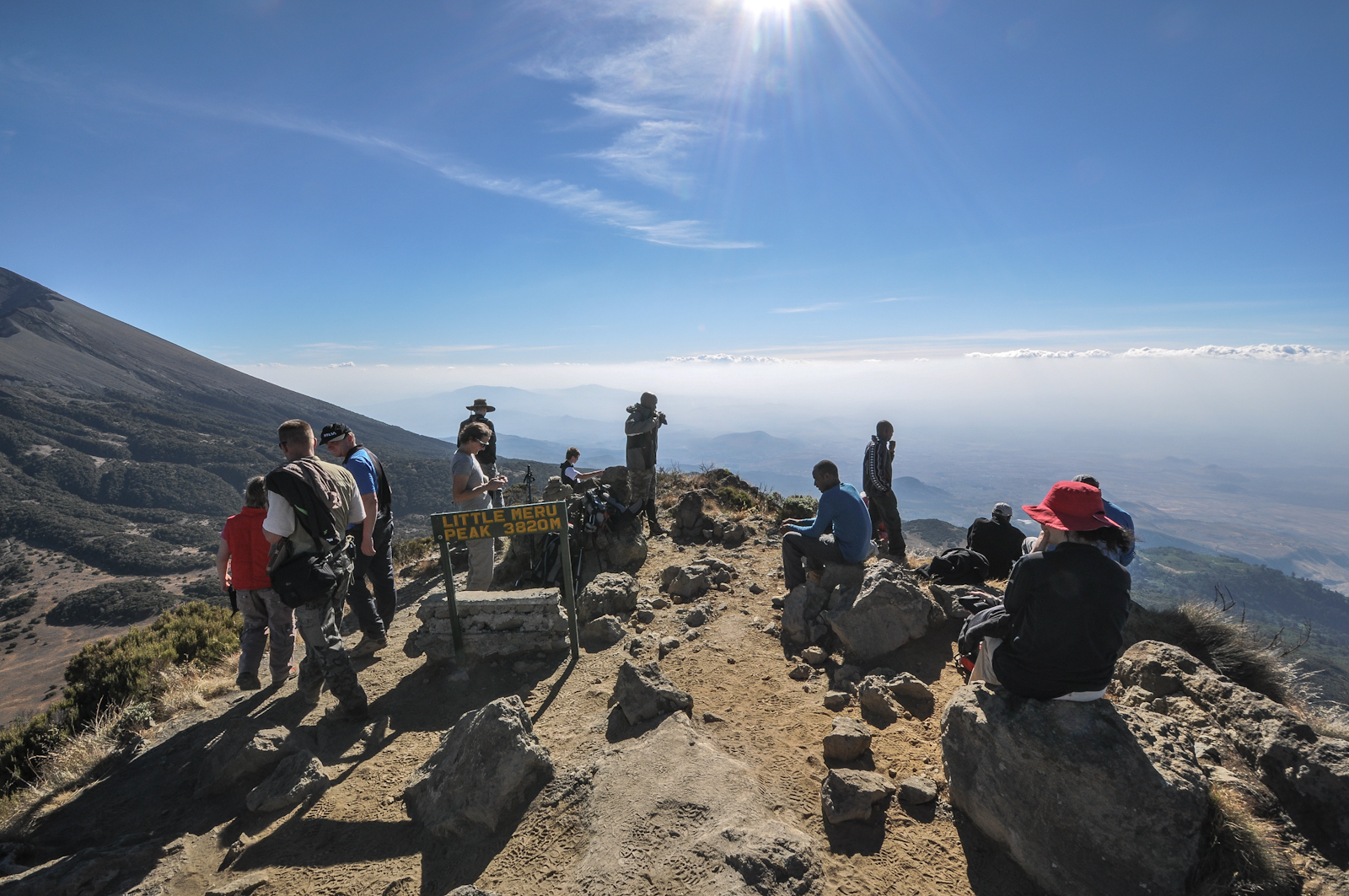
リトルメルーピーク(標高3820m)
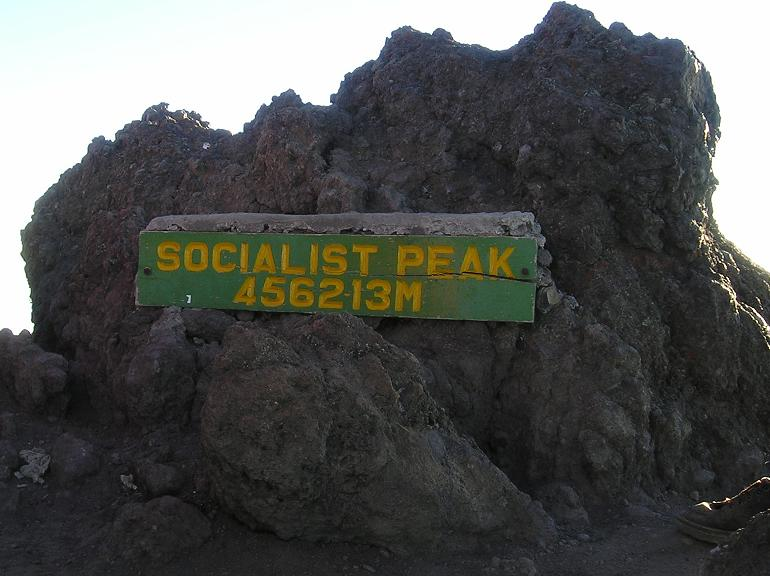
ソーシャリストピーク(4,562m)
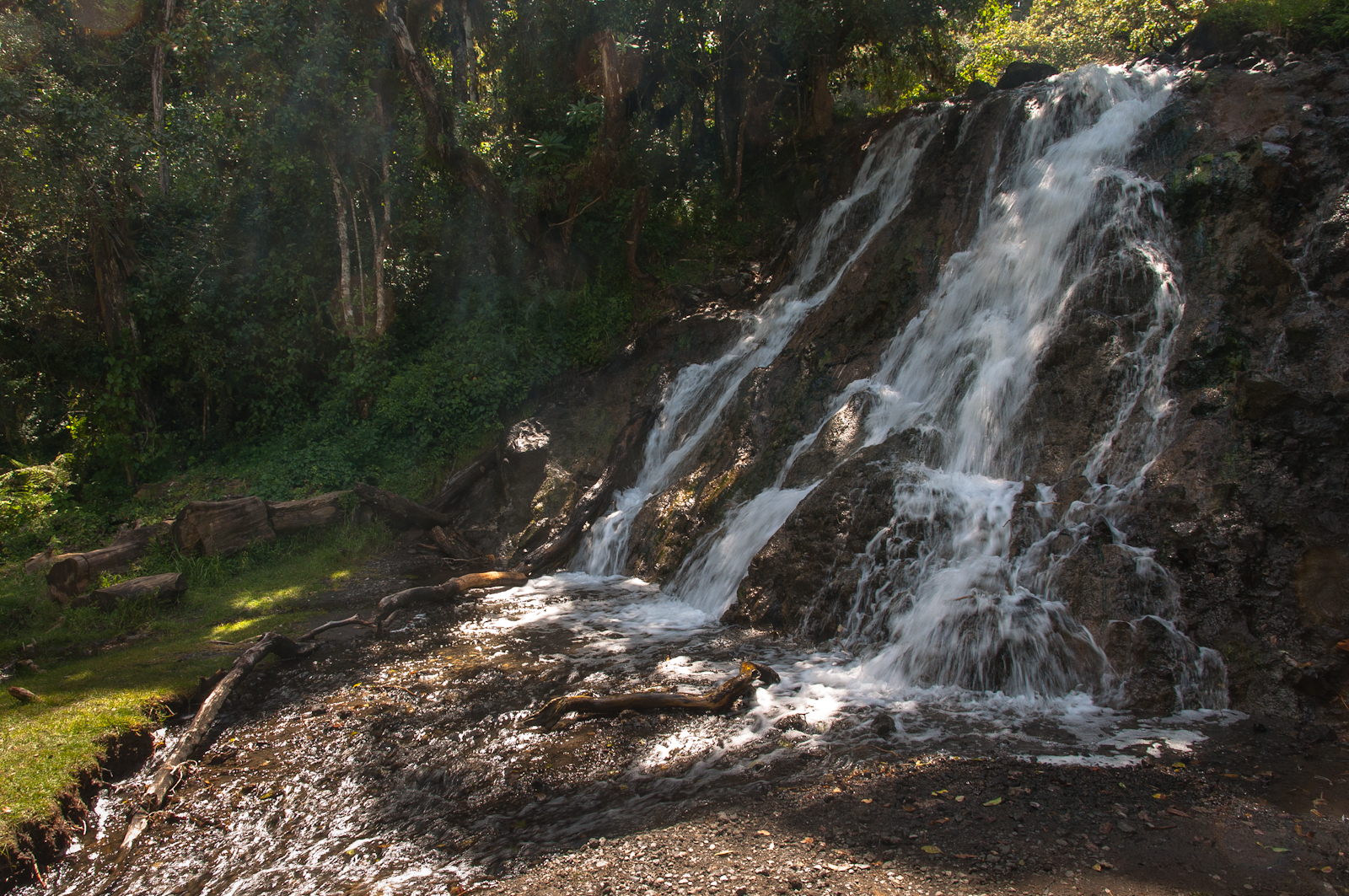
小川の流れ
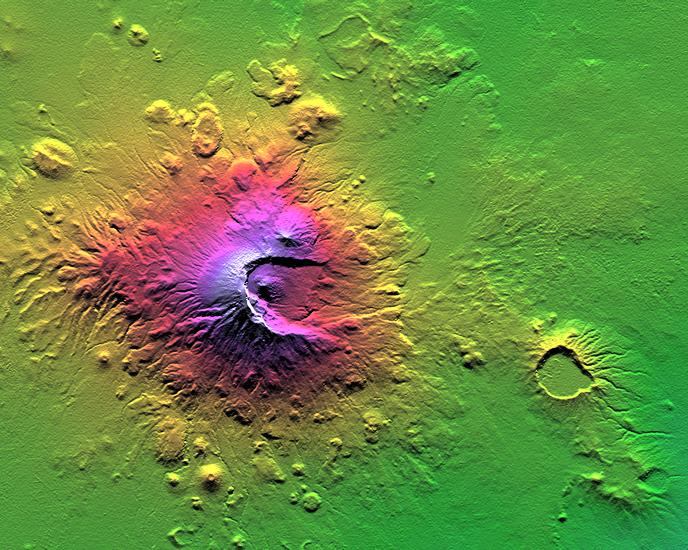
メルー山の地形
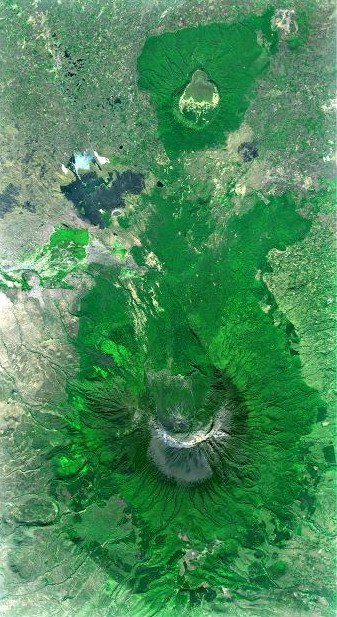
宇宙から見たメルー山とングドロクレーター
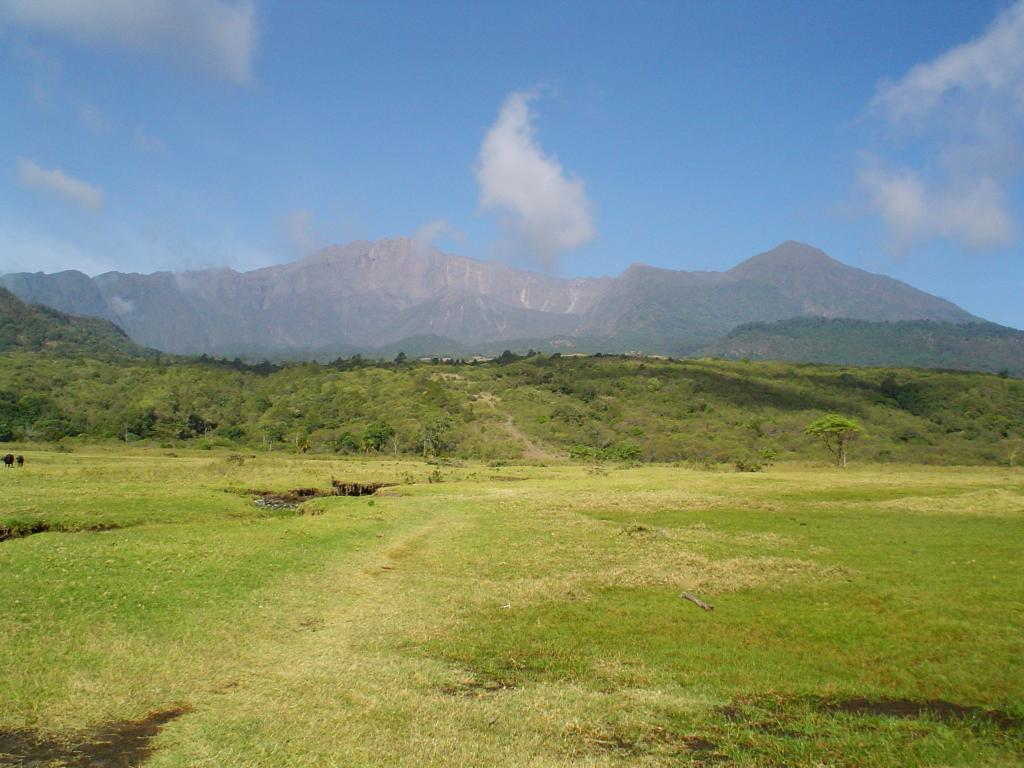
モメラゲートからのメルー山
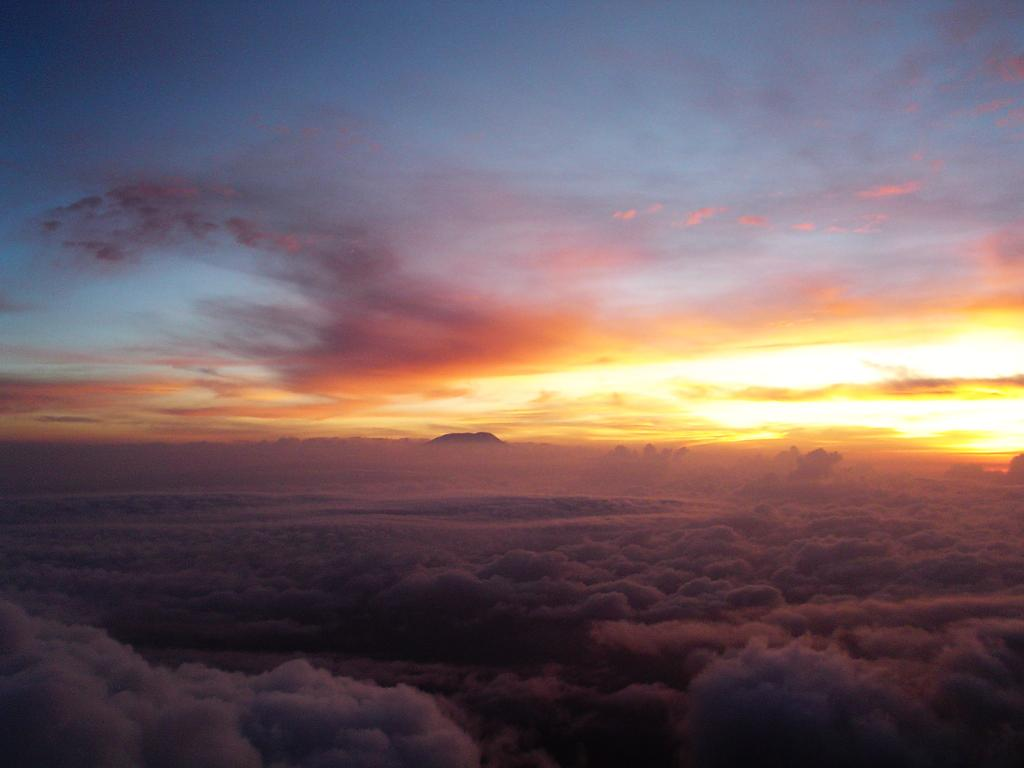
メルー山の頂上から見たキリマンジャロのご来光